# Кунстхалле (Берн)
Кунстхалле в Берне (нем. Kunsthalle Bern) — здание для проведения художественных выставок в Берне. Оно было построено в 1917—1918 годах союзом художественной галереи и открыто 5 октября 1918 года в районе Кирхенфельд. С тех пор там проходят многочисленные выставки, в большинстве случаев современного искусства. Здесь побывали с индивидуальными выставками Даниель Бюрен, Христо, Альберто Джакометти, Джаспер Джонс, Пауль Клее, Сол Ле Витт, Генри Мур, Брюс Науман.

## Директора Кунстхалле
- 1918—1930 Роберт Кизер
- 1931—1946 Макс Хугглер
- 1946—1955 Арнольд Рюдлингер
- 1955—1961 Франц Меер
- 1961—1969 Харальд Сзееманн
- 1970—1974 Карло Хубер
- 1974—1982 Иоанн Гахнанг
- 1982—1985 Жан Хуберт Мартин
- 1985—1997 Ульрих Лоок
- 1997—2005 Бернхард Фибихер
- с 2005 года Филипп Пиротте